# Vilhelm Moberg
Vilhelm Moberg (n. Moshultamåla, Småland, 1898 - m. Roslagen, Uppland, 1973) foi um escritor e jornalista da Suécia. Os seus livros mais conhecidos são os quatro romances sobre a emigração sueca para a América na década de 1850 - Utvandrarna (Os emigrantes), Invandrarna (Os imigrantes), Nybyggarna (Os colonos) e Sista brevet till Sverige (A última carta para a Suécia), nos quais Vilhelm Moberg retrata um pequeno grupo de camponeses suecos, que abandona uma vida insuportável nos campos e florestas da Småland, e emigra para os campos selvagens e desconhecidos de Minnesota na América.